# Day Mirdad (huyện)
Day Mirdad là một huyện thuộc tỉnh Vardak, Afghanistan. Dân số thời điểm năm 1999 là 22,768 người.